# Microrregión de Rio Vermelho
La microrregión del Rio Vermelho es una de las microrregiones del estado brasileño de Goiás perteneciente a la Mesorregión del Noroeste Goiano. Su población fue estimada en 2006 por el IBGE en 92.899 habitantes y está dividida en nueve municipios. Posee un área total de 20.205,983 km². Siendo el municipio más poblado Goiás.

## Municipios
- Araguapaz
- Aruanã
- Britânia
- Faina
- Goiás
- Itapirapuã
- Jussara
- Matrinchã
- Santa Fé de Goiás

- Datos: Q1248775